# ATXN7L2
ATXN7L2 ‏ (Ataxin 7-like 2) هوَ بروتين يُشَفر بواسطة جين ATXN7L2 في الإنسان.